# 辛普森鎮區 (阿肯色州格蘭特縣)
辛普森鎮區（英語：Simpson Township）是位於美國阿肯色州格蘭特縣的一個行政鎮區。

## 地方資料
辛普森鎮區的面積為199.46平方千米，當中陸地面積為199.30平方千米，而水域面積為0.16平方千米。根據2010年美國人口普查的數據，當地共有人口2012人，而人口密度為每平方千米10.09人。